# Wilhelm Appun
Wilhelm Appun (* 17. August 1871 in Klein Rhüden; † 18. Juli 1961 ebenda) war ein deutscher Landwirt und Politiker (DVP).

## Leben
Appun war beruflich als Landwirt in Klein Rüden tätig. Seinen Militärdienst leistete er von 1889 bis 1892 beim Braunschweigischen Husaren-Regiment Nr. 17, zuletzt im Rang eines Unteroffiziers.
Appun trat während der Zeit der Weimarer Republik in die DVP ein und schloss sich dem Stahlhelm, Bund der Frontsoldaten an. Von 1924 bis 1927 war er Abgeordneter des Braunschweigischen Landtages und dort Mitglied der Fraktion Parlamentarische Arbeitsgemeinschaft der nationalen Parteien und des Wirtschaftsverbandes (Parlamentarische AG).